# Triangle d'or

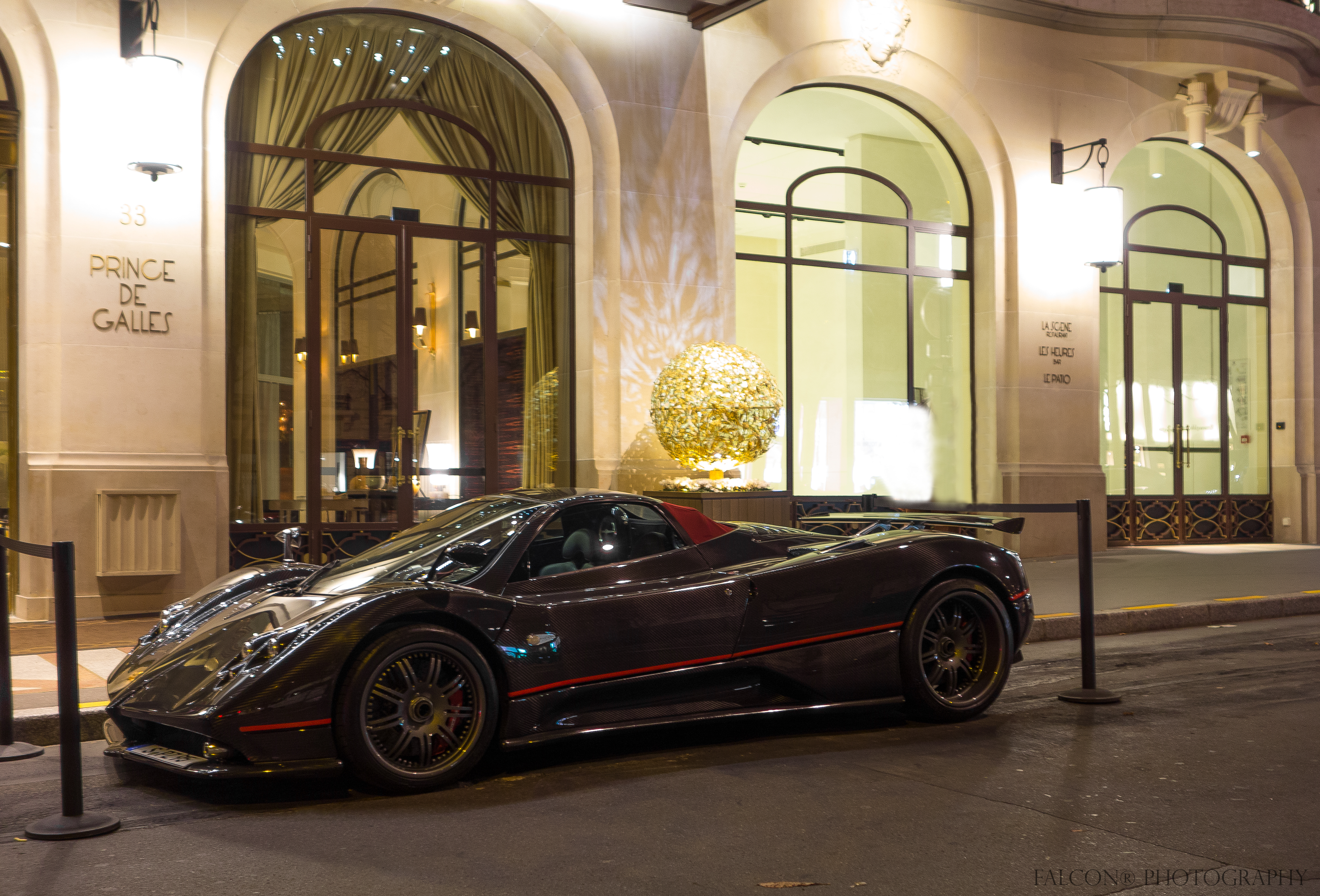
Pagani Zonda před Hôtel Prince de Galles

Triangle d'or (tj. Zlatý trojúhelník) je označení pro část čtvrti Champs-Élysées v Paříži v 8. obvodu.

## Vymezení
Zlatý trojúhelník vymezují Avenue Montaigne, Avenue des Champs-Élysées a Avenue George-V. Zde se nacházejí mnohé luxusní podniky, především hotely jako Plaza Athénée (Avenue Montaigne) či Hôtel Fouquet's Barrière (Avenue George-V), dále Théâtre des Champs-Élysées, kanadské a čínské velvyslanectví (Avenue Montaigne), obchod Artcurial na kruhovém objezdu Champs-Élysées-Marcel-Dassault nebo kabaret Crazy Horse na Avenue George-V. Sídlo LVMH se nachází na adrese 22, Avenue Montaigne.
Oblast má zhruba 12 hektarů. Cena nemovitosti za metr čtvereční se pohybuje mezi 20 000 a 30 000 eur.
Jihovýchodně od Avenue Montaigne se rozkládá tzv. malý zlatý trojúhelník (petit triangle d'or) kolem Place François-Ier a vymezený na jihu řekou Seinou a ulicí Cours Albert-Ier, na severu kruhovým objezdem Champs-Élysées a na východě Avenue Franklin-Roosevelt.

Triangle d'or, Paris

## Historie
Události revoluce roku 1848 vytlačily bohaté Pařížany z Place des Vosges, neboť čtvrť Le Marais se proměnila v oblast řemeslníků. Buržoazie poté investovala v osmém obvodu. V roce 1909 módní návrhář Paul Poiret umístil svůj salón na adresu 26, Avenue d'Antin (Avenue Franklin-Roosevelt). Následovaly ho další módní domy, čímž se čtvrť stala centrem pařížské módy na úkor Place Vendôme. Tento vývoj pokračoval i po druhé světové válce. Rostoucí popularita sousedící Avenue des Champs-Elysées však vedla k poklesu počtu sídel návrhářů ve zlatém trojúhelníku.